# ۵۷۱ (پیش از میلاد)
۵۷۱ (پیش از میلاد) ۵۷۱مین سال قبل از تقویم میلادی است.